# Rey Laurino

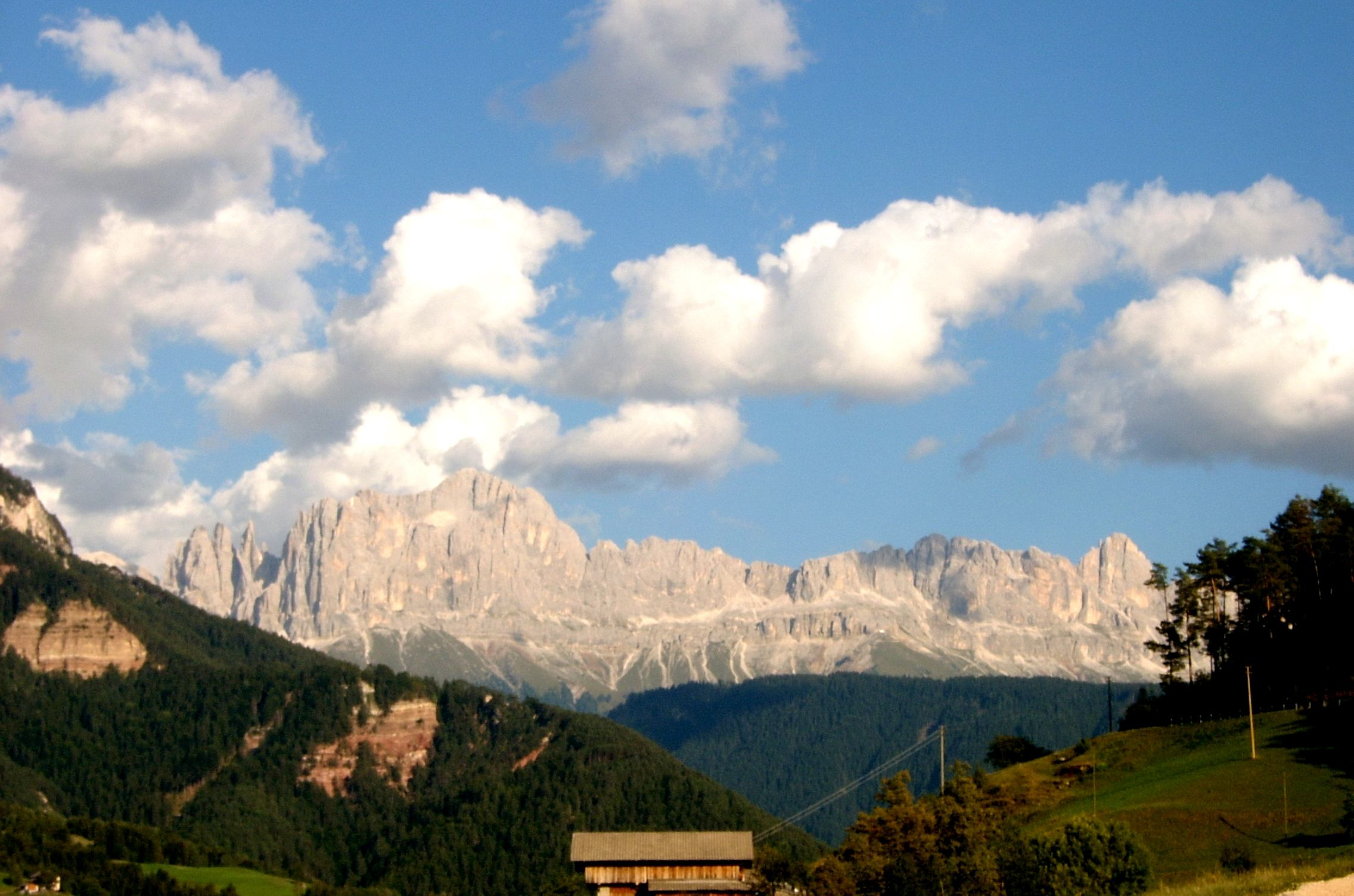
El enrosadira – el Catinaccio-Rosengarten, "jardín de las rosas" de Rey Laurino

La saga ladina de Rey Laurino (el Rey mitológico de los ladini, en alemán König Laurin, en ladino Re Laurin) forma parte de la tradición popular de las Dolomitias y explica el fenómeno de la enrosadira, o sea, por qué se ve un color rosa durante la puesta del Sol.

## Primera versión
La leyenda cuenta que en el Catinaccio, donde hoy se puede mirar hasta primavera tardía una mancha de nieve, el denominado Gartl (literalmente "pequeño jardín"), se encontraba el jardín de las rosas de Rey Laurino; de este llega el nombre alemán del Catinaccio: Rosengarten (jardín de las rosas).
El rey Laurino era el monarca de un pueblo de enanos que, mediante excavaciones en la roca de las montañas, encontraba cristales, oro y plata. Además de estas riquezas, poseía dos armas mágicas: un cinturón que le daba la fuerza como la de 12 hombres y una capucha que lo hacía invisible. 
Un día, el Rey del Adige decidió conceder la mano de su hermosa hija Similde y, con este fin, decidió invitar a todos los nobles en las cercanías. Todos, excepto el rey Laurino, que decidió igualmente participar como huésped invisible. Cuando, en el campo del torneo caballeroso, él vio, finalmente, la hermosísima Similde, se  enamoró inmediatamente. Instintivamente, la cargó a lomos de su caballo y escapó con ella.
Todos los nobles invitados se lanzaron al seguimiento del fugitivo y se pusieron a la entrada del Jardín de las Rosas para cerrarle el pasaje.
Entonces, el rey Laurino se puso el cinturón que le daba la fuerza de doce hombres e intentó luchar. Cuando se percató de que no podía contra todos los hombres y estaba a punto de sucumbir, se puso la capucha que lo hacía invisible y empezó a saltar por todas partes, pero los caballeros lo terminaron localizando mediante el movimiento de las rosas del Catinaccio. Lo capturaron, cortaron el cinturón mágico y lo hicieron su prisionero.
Rey Laurino, airado por esto que le estaba pasando, se volvió hacia el Catinaccio que lo había traicionado y le lanzó una maldición: «Nunca de día, ni por la noche algún ojo humano podrá más admirarte». Sin embargo, en el énfasis de la cólera, el rey Laurino se olvidó de la madrugada y de la puesta del sol. Así, desde entonces, el Catinaccio solo se colorea durante la puesta del sol y la madrugada.